# Jättebjörk
Betula maximowicziana är en björkväxtart som beskrevs av Eduard August von Regel. Betula maximowicziana ingår i släktet björkar, och familjen björkväxter. Inga underarter finns listade.
Vid öppna ytor har arten en stor krona och bladen blir under hösten gula. Med upp till 15 cm längd är bladen störst av alla björkar. Barken har hos unga exemplar en brun färg och den blir senare ljusare.
Trädet förekommer på Kurilerna i östra Ryssland samt på öarna Honshu och Hokkaido i norra Japan. Som det svenska namnet antyder är arten en av de högsta björkarna med en höjd upp till 30 meter. Jättebjörken hittas i blandskogar i låglandet. Den växer i den tempererade zonen och den kan jämförd med andra björkar uthärda längre tider med torka.
Träet används i utbredningsområdet för möbel, för förvaringsboxar och som trägolv.

## Bildgalleri

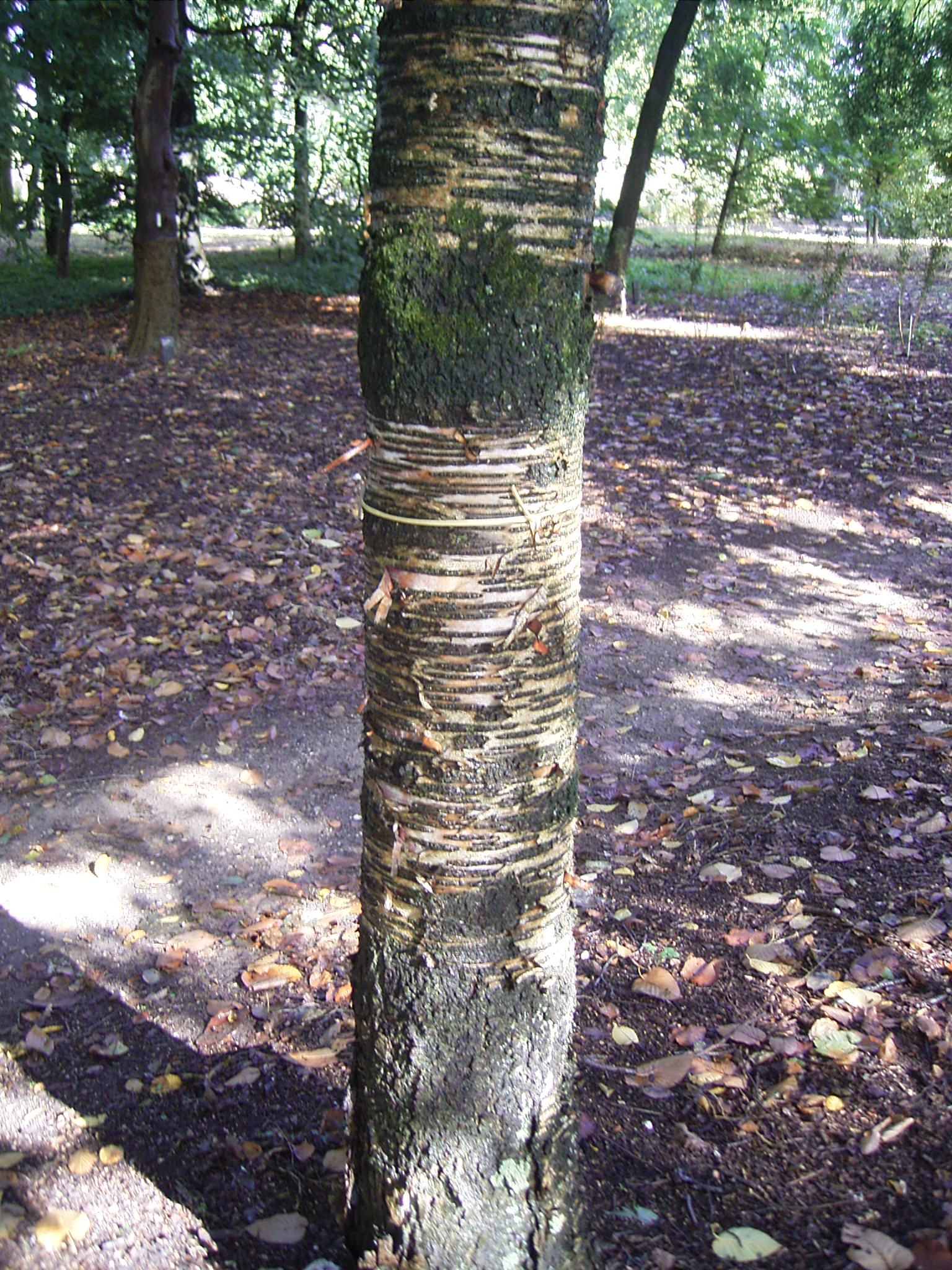
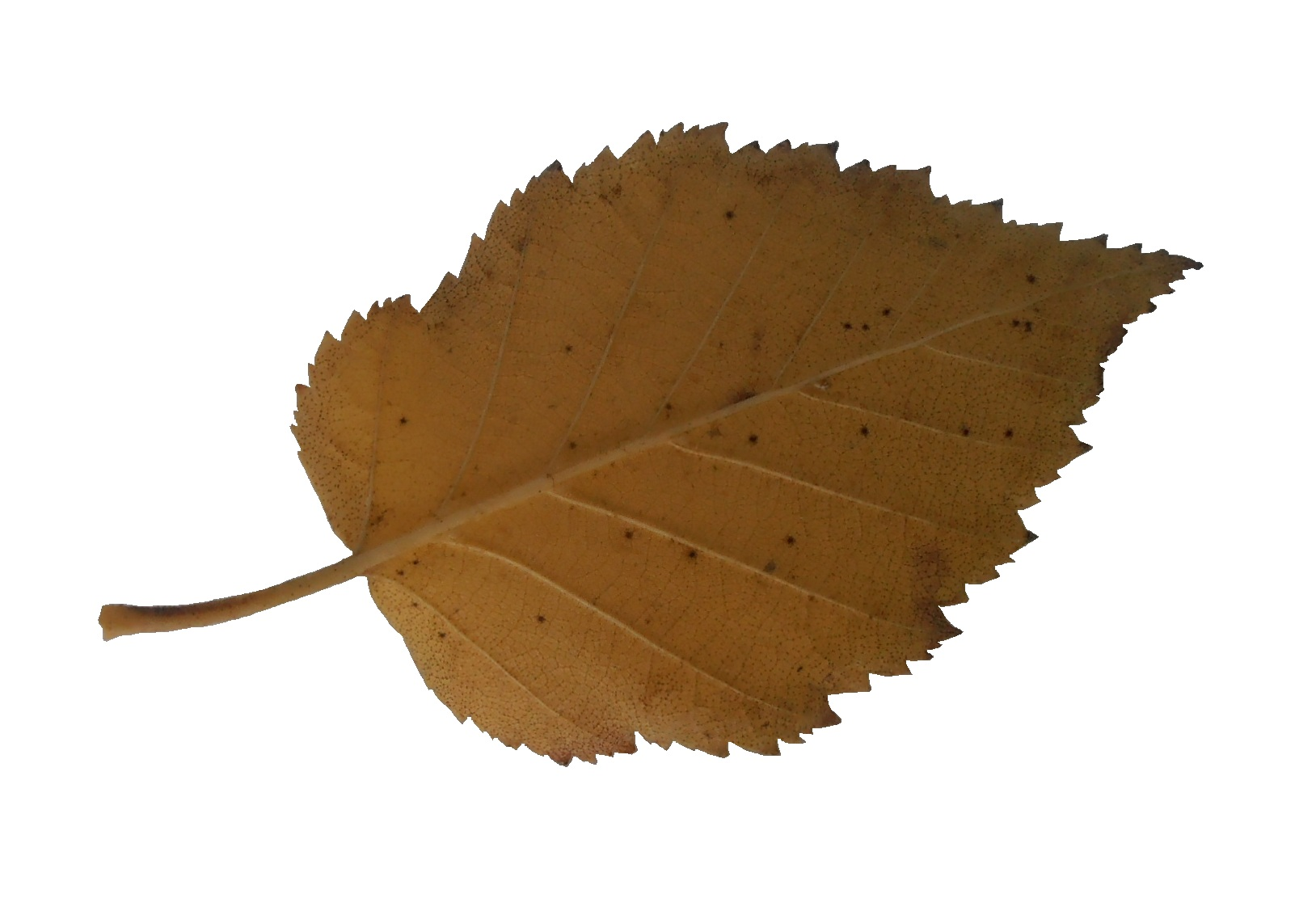
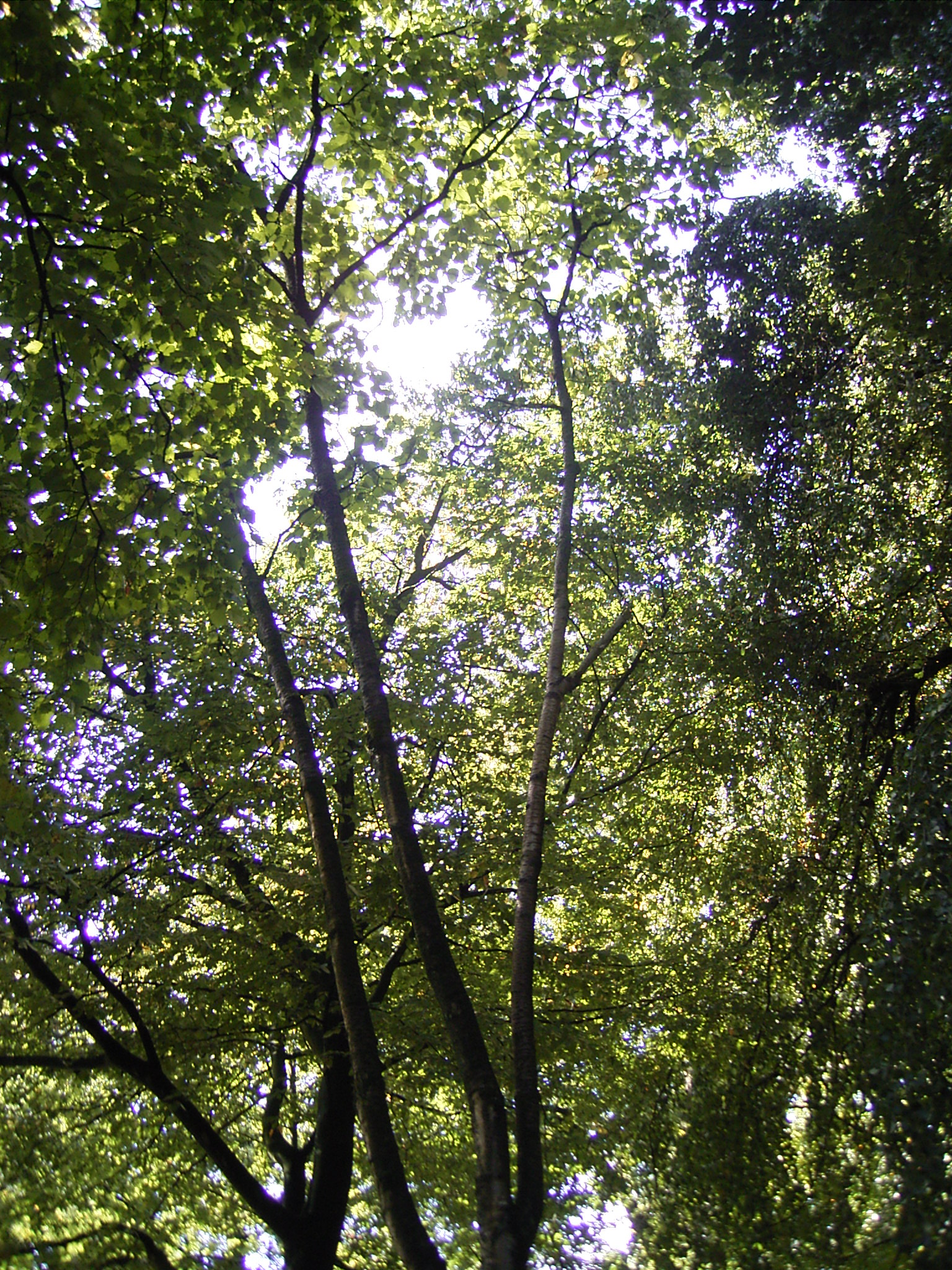
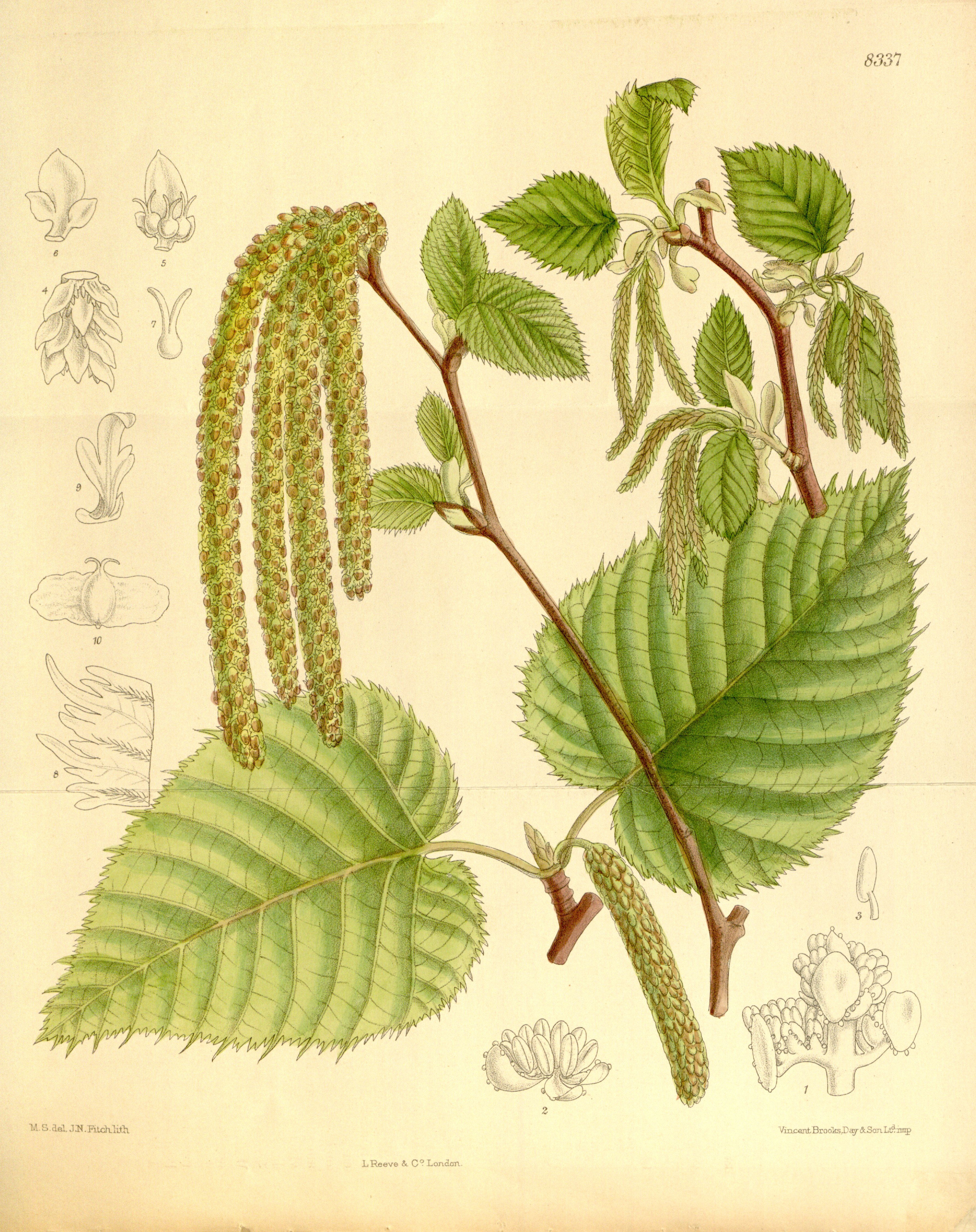
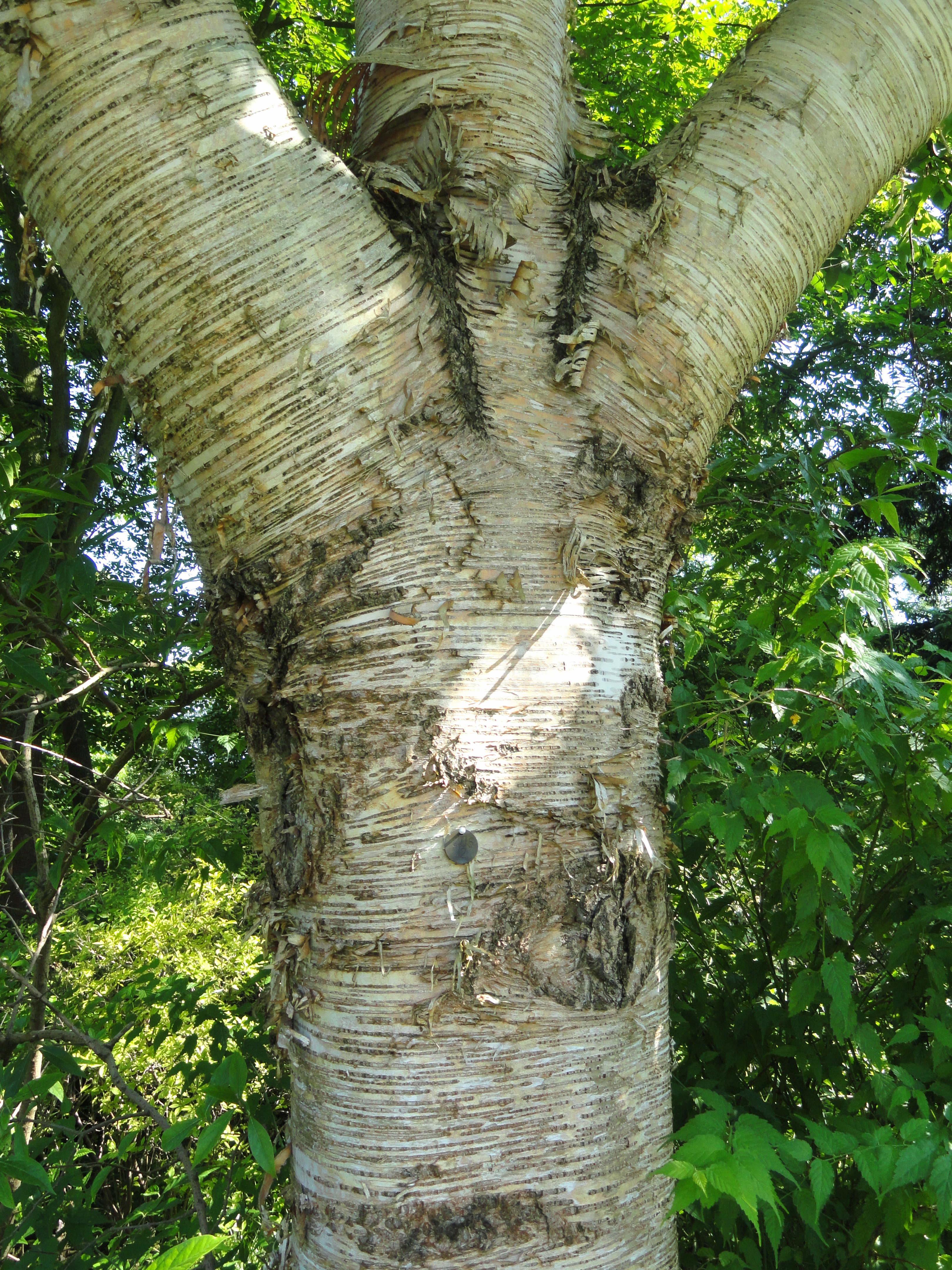
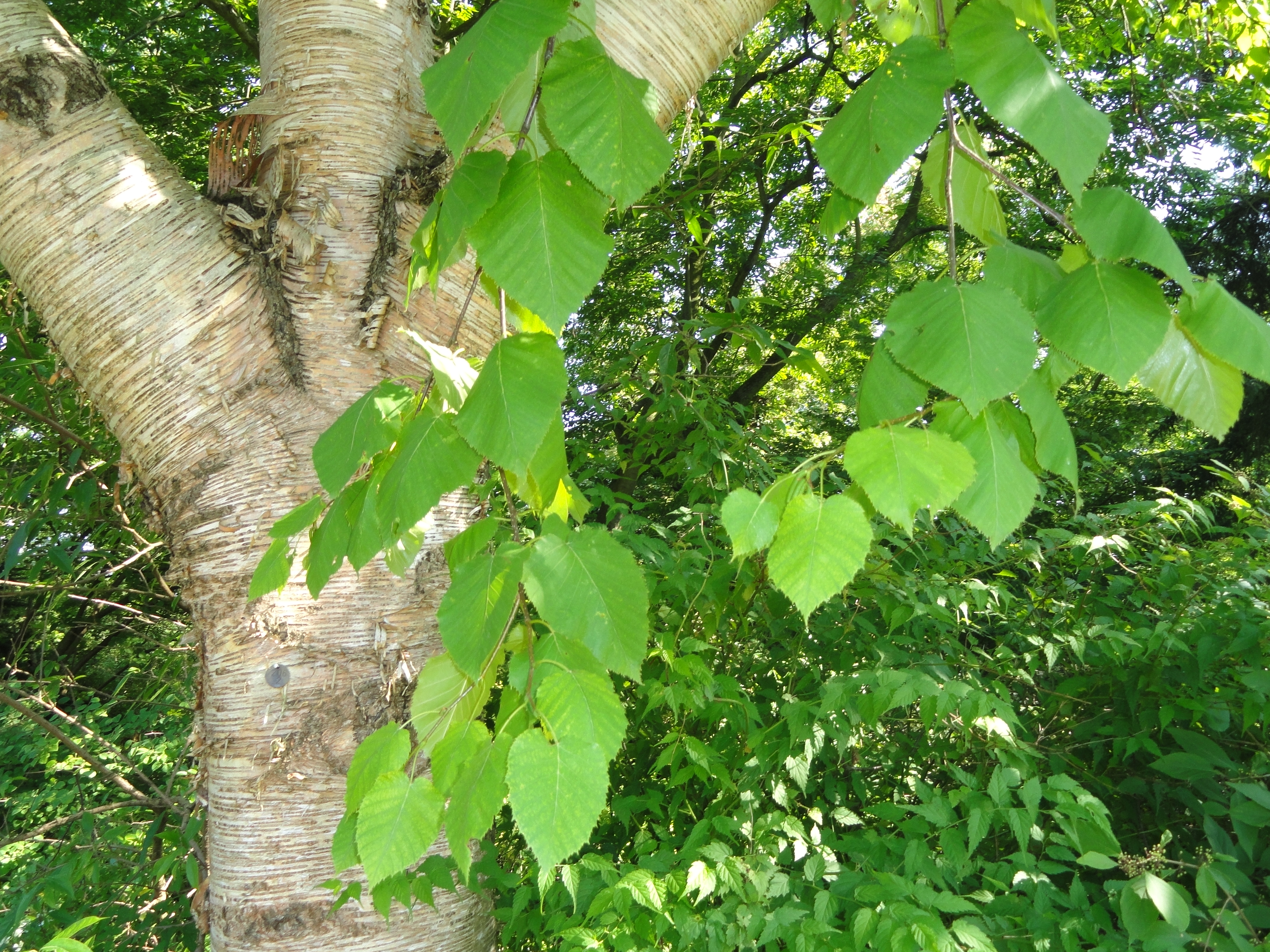